# Sierra McCormick
Sierra McCormick (ur. 28 października 1997 w Asheville) – amerykańska aktorka, która grała m.in. w serialu Nadzdolni.

## Filmografia
- Til Death – dziecko (2007)
- Pohamuj entuzjazm – Emma (2007–2009)
- Orły z Bostonu – Daniella (2008)
- Nie z tego świata – Lilith (2008)
- Jack and Janet Save the Planet – Molly (2009)
- Zabójcze umysły – Lynn Robillard (2009)
- Hannah Montana – Gilian (2009)
- Zaginiony ląd – Tar Pits Kid (2009)
- The Breakdown – mała dziewczynka (2009)
- Detektyw Monk – Anne Marie (2009)
- Pies, który uratował święta – Kara Bannister (2009)
- Medium – Adolescent Allison (2010)
- CSI: Kryminalne zagadki Las Vegas – Gracie Layman (2010)
- Romantically Challenged – Scout Thomas (2010)
- Ramona i Beezus – Susan Kushner (2010)
- A Nanny for Christmas – Jackie Ryland (2010)
- Strachy na psiaki – Alice (2011)
- Nadzdolni – Oliwka Doyle (2011–2014)
- Disney’s Friends for Change Games – ona sama (2011)
- Jessie – „Przerażająca” Connie Thompson (2011–2013)